# 日本国憲法
日本国憲法（にほんこくけんぽう、にっぽんこくけんぽう、旧字体：日本國憲󠄁法、英: Constitution of Japan）は、現在の日本における国家形態等を規定している憲法。
この憲法は、大日本帝国憲法（後述）の改正という形で制定されたが、国民主権・基本的人権の尊重・平和主義の三つを基本原理としている。
草案作成から議会審議まで一貫してGHQの統制がおよび、国際法違反で無効ではないかという指摘もある（憲法無効論）。

## 概要
日本国憲法は、芦部信喜によると、硬性憲法の一つであり、「ほとんどすべての国の憲法は硬性である」。ブリタニカ国際大百科事典などによると日本国憲法は「ブルジョア憲法」・「民定憲法」にも分類される。
法学修士・社会科学科教授の荻野雄の学術論文によると、近代～現代の国民主権では一般に、政治的権威は国民に由来すると見なされている。日本国憲法前文にも「そもそも国政は、国民の厳粛な信託によるものであつて、その権威は国民に由来し」ているとある。
この憲法前文は、リンカーン大統領の言葉よりも明確に「人民による指導は人民の代表者による指導」であることを示している。ただし日本やアメリカなどの憲法が定める立憲主義下では、代表者の権力乱用は、人権保障と権力分立（三権分立）により防止されている。
この憲法は、4998の文字数で構成される。日本の法体系における最高法規と明記され、この憲法の規定に違反する一切の法令等が無効とされる（日本国憲法第10章）。

### 歴史的概要

#### 憲法改正の指示とGHQ草案の受け入れ要求
日本政府が1945年9月2日に、民主主義的傾向の復活・強化と日本国民が自由に表明する意思に従っての平和的傾向（平和主義）を有する責任ある政府の確立を柱とする日本政府の有条件降伏と日本軍の無条件降伏を求めたポツダム宣言を受諾し、日本は連合国軍総司令部（GHQ）の占領下になった。
ポツダム宣言は日本軍の無条件降伏を要求しているだけであり、日本政府には有条件降伏を求めている。米国側も、国務省覚書では有条件降伏という位置づけをしている。また、ポツダム宣言についてバーンズ回答では「天皇及び日本政府はマッカーサーに隷属すること」「マッカーサーは主に降伏条項の実施のための措置をとる」「日本の最終的な統治形態は日本国民の自由に表明する意思により決定される」とした。
1945年11月、GHQはポツダム宣言実行のために必要だとして当時の幣原喜重郎内閣に対し憲法改正を指示した。しかし、憲法学者の美濃部達吉と佐々木惣一はポツダム宣言には憲法改正を要求する条項はなく、大正デモクラシーの復活・強化で要求に答えられるとして憲法改正に反対した。
1946年2月、日本政府が改正案をGHQに提出すると、GHQはそれを拒否し、自ら1週間で作った草案を受け入れるよう日本政府に厳しく迫った。産経新聞によると、官邸周辺にB29爆撃機を飛ばし、「われわれは戸外で原子力の起こす暖を楽しんでいるのです」と言って威嚇した。日本政府はこれを受け入れると決定し、日本語訳したものを政府案として公表した。
独立国の憲法はその国の議会や政府、国民の自由意思によって作られる。したがって、外国に占領されているような時期にはつくるべきものでない。それゆえ、戦時国際法は占領軍は被占領地の現行法規を尊重すべきとしている。このことはハーグ陸戦条約などの戦時国際法に記載されており、これらの規定は占領軍がその国の憲法を変えることを禁止しているとするのが通説である。戦時国際法と同じ考えから占領軍がその国の憲法を変えることは国際慣習法で禁止されている。しかし、日本政府は日本国憲法を現在も有効なものとして扱っている。
国際慣習法と戦時国際法で占領軍が憲法を変えることが禁止されているが、日本政府は戦時国際法の一つであるハーグ陸戦条約を取り上げ、これは交戦中（戦争状態）に適用され、交戦後の占領には適用されず、当時の日本と関係が無いと主張している。しかし、1952年4月28日に発効したサンフランシスコ講和条約は日本と連合国との戦争状態を終わらせるために締結されたもので、第1条で「日本国と各連合国との戦争状態は...終了する」と規定している。
仮にハーグ陸戦条約の「交戦」が法的な戦争状態ではなく戦闘を意味するとしても、第44条には「交戦者ハ占領地ノ人民ヲ強制シテ」とあるのに対し、現地の現行法規を尊重すべきとしている第43条が「占領者ハ絶対的ノ支障ナキ限占領地ノ現行法律ヲ尊重シテ」として、「交戦者」と「占領者」を明確に分けていることからも、少なくとも現地の現行法規を尊重すべきとしている第43条は交戦中にとどまらず、交戦後にも適用される規定であることは明白である。
また、「軍ニ適用スルノミナラス左ノ条件（いわゆる交戦者の四条件）ヲ具備スル」とあることからも分かるように、ハーグ陸戦条約は「占領軍」などの軍はいわゆる交戦者の四条件に関係なく、交戦者であるとしている。特別法（ポツダム宣言とバーンズ回答）は一般法（戦時国際法と国際慣習法）に優越するため、戦時国際法や国際慣習法は無視して良いという主張もあるが、特別法が明確に要求しない事項については一般法が適用されるため、ポツダム宣言もバーンズ回答も憲法改正を明確に要求していない以上は、戦時国際法と国際慣習法が適用される。また、無条件降伏だから良いという説は明確に否定されている。
さらに、ポツダム宣言は第12項で「平和的傾向（平和主義）を有する責任ある政府の確立」に「日本国民の自由に表明する意思」に従うこと、バーンズ回答第5項は「日本の最終的な統治形態は…日本国国民の自由に表明する意思」により決定とされるとしている。
戦時国際法や国際慣習法と同じ考えからフランスは、1958年制定のフランス憲法第89条第5項で「領土が侵されている場合、改正手続に着手し、またはこれを追求することができない」と規定している。日本国憲法と同じく占領下にあったドイツでは新憲法ではなくボン基本法を成立させ、第146条で「ドイツ国民が自由な決定によって決議する憲法が施行される日に、その効力を失う。」と規定した。それゆえ、成立過程からして日本国憲法は無効であり、新たな憲法は大日本帝国憲法を改正して作るべきという議論が根強く存在する（日本国憲法無効論）。
日本国憲法無効論では、日本国憲法が無効であっても、その下に成立する法律や判決が無効とならないよう対策されている。例えば、ほとんどの無効論は、推定有効という公法学の考え方を使って日本国憲法の下に成立する法律や判決が有効だとしている。また、推定有効以外で有力な講和条約説では日本国憲法は大日本帝国憲法第14条に基づく講和条約として有効であり、「憲法として」のみ無効だとする。
推定有効とは、本来、無効な法令であっても、一旦、形式的に有効な法令として成立した以上は、立法機関などの国の指導者は本人の意思にかかわらず、本来無効な法令を「有効」と考える（推定する）しかなく、これは国の指導者が「日本国憲法は有効だ」という「詐欺」を受けている状態だといえるため、無効な法令自体は有効でなくとも、無効な法令に基づく行為（法律の制定や裁判所の判決）は直ちに無効とはならず、取り消すことができるという考え方であり、民法上の「無効」と詐欺による行為などに適用される「取り消し」の違いに着目した考え方である。
日本国憲法を維持し続けるデメリットとして、①日本国憲法が一度でも改正されてしまえば、日本国民は強制された日本国憲法を憲法として認めたことになり、再び外国に占領された際に憲法押し付けを拒否することができなくなる、②日本国憲法の正当性を脅かす成立過程を隠蔽するため、例えば、議会審議は自由だった、GHQ草案は押しつけではなかった、国民が『自由に』日本国憲法を支持した、大日本帝国憲法体制は封建主義で日本国憲法によって「解放」されたんだから押し付けられてもしょうがない、ポツダム宣言で無条件降伏したんだから押し付けられてもしょうがないなどの嘘を公民教育や歴史教育を通じて国民に教え込み続けなければならないなどがあげられる。
さらに、暴力革命やクーデターで新たな憲法が制定されたとしても、それが日本人によるものであれば、外国人が書いた『日本国憲法』よりは正当性があるということになり、無法な暴力に道を開くことも懸念されている。また、日本国憲法を一度でも改正すれば、①のデメリットに加えて、占領者による強制憲法さえも有効となってしまう以上、それがたとえクーデター政権によるものであっても、どんなものでも有効となってしまうという問題も起こる。
逆に日本国憲法の無効確認まではいかなくとも、国家の第1の役割が防衛、第2の役割が社会秩序の維持、第3の役割が国民の福祉の増進（社会資本の整備）、第4の役割が国民一人ひとりの自由や権利の保障であるという常識が国民に浸透していれば、芦田修正と「自然法・自然権は憲法によっても侵されない」という原則から、自然権である交戦権や自衛戦力を保持する権利の回復は日本国憲法第9条の下でも可能である。
小山常実によると、日本国憲法第9条解釈を自然法に基づいて正しく捉え直す方が、自衛隊明記の改憲に比べてリスクなく、かつ効果的に、しかも迅速に行うことができるという。
なお、成立過程に問題があったとしても70年以上経過しているから有効であるとする時効説（追認説）に対しては、憲法学者や公民教育は、「日本国憲法」を正当化するために、国民が支持したとか、議員が自由に審議し修正をしたとか、嘘をつきつづけており、正確な情報が国民一般に明らかにされていないわけだから、時効・追認・定着のための期間は進行しようがないとの厳しい批判がある。
また、大日本帝国憲法の復活により一定の問題が生じることを懸念する向きもあるが、小山常実は「憲法無効論は何か」において日本国憲法の無効を確認した後、「新憲法が作られるまでの臨時措置法を制定すること」で対応可能としている。そして、無効論へのよくある誤解として「戦後五十九年間「日本国憲法」に基づき日本国が行ったことは全て無効であったことにされてしまう」があるが、実際には日本国憲法は推定有効の状態にあり、そんなことは無いという。

#### 統制された議会審議
政府案が公表されると、衆議院議員総選挙が実施された。この選挙はGHQ草案をもとにした政府案（3月6日案）に対する国民投票の役割を果たせさせようとして行われたものだったが、国民の第一の関心は当面の生活の安定にあり、憲法問題に対する関心はほとんどなかった。
なお、1946年1月4日にGHQは公職追放指令を出していた。そのため、この選挙のときは現職議員の83％は公職追放により立候補できなかった。新たに立候補しようとした者のうち、93名は公職追放され、立候補できなかった。さらに、5月から7月にかけて議会審議中にも、貴族院議員172名、衆議院議員10名が公職追放された。
また、当時、プレスコードによりあらゆる出版物がGHQによる事前検閲の対象となった。特に「GHQが日本国憲法を起草したことへの言及と成立での役割への批判」を行うことはかたく禁じられた。この検閲指針は、実際には「日本国憲法」の成立に対するＧＨＱの関与への言及自体を禁ずるものだった。
このような状況の中で政府案は6月から10月にかけて帝国議会で審議された。議会審議では、日本側による修正には全てGHQの承認が必要だった。さらに、議会審議中にもGHQによる修正命令が続けられ、逆らうことができなかった。このような議会審議では、主に衆議院憲法改正特別委員会小委員会の審議を通じて若干の修正が行われた。
例えば、原案の前文には「ここに国民の総意が至高なものであることを宣言し」とあったが、国民主権を明記せよというGHQの指示があり「ここに主権が国民に存することを宣言し」と修正された。この小委員会の審議は秘密会として開かれ、議事録も1995年まで秘密された。
また、第９条第２項の冒頭に「前項の目的を達するため」を加えるいわゆる芦田修正案が提示されると、自衛戦力が肯定されたと解釈した極東委員会は貴族院帝国憲法改正案特別委員小委員会での審議のさいにGHQを通じて文民条項の追加を指示し、その通りに修正することで芦田修正案が承認された。この小委員会の審議では議員以外の傍聴は認められず、議事録は1996年まで秘密にされた。
このほか普通選挙に関する条文の修正などGHQ側の指示に基づく修正が行われた。このような若干の修正を経て、日本国憲法は貴族院と衆議院で賛成多数により採択された。
その後、日本国憲法は1946年11月3日に公布され、翌年5月3日に施行された。
このように、日本国憲法の成立過程においては、GHQ草案、議会審議の完全統制、事前検閲などにより日本の議会や政府、国民の自由意思は一切存在しなかった。それゆえ、日本国憲法は無効との議論もある（前述）。

## 日本国憲法の理念・基本原理

### 日本国憲法の理念
日本国憲法の三つの基本原理（詳細後述）の根底には、「個人の尊厳｣（第13条）の理念があるとする学説がある。
樋口陽一の1992年の著述では、ジョン・ロックの思想（国民の信託による国政）では人権思想の根もとには個人の尊厳があり、ロックの思想によれば日本国憲法の三大原理の根底に個人の尊厳の理念がある、とされている。また、芦部信喜の2007年の著述では、国民主権と基本的人権はともに「人間の尊厳」という最も根本的な原理に由来する、とされている。宮澤俊義は、個人の尊厳を基本原理として三大原理を示した（詳細後述）。

### 日本国憲法の三大原理と目的
日本国憲法には基本的人権の尊重・国民主権（民主主義）・平和主義の三つの基本原理（日本国憲法の三大原理）があるとする学説がある。この説の起こりは、制定された日本国憲法に対して宮澤が理論的・体系的な基礎づけを考案したことである。宮澤は日本国憲法の基本原理を「個人の尊厳」に求め、そこから導出される原理として、「基本的人権尊重」、「国民主権」、「平和国家」を示した。宮澤のこの考案は、戦後日本の憲法学の礎となった。
また宮澤は、日本国憲法の目的についても述べている。宮澤の1947年の著述によると、日本国憲法は、ポツダム宣言の条項を履行し、民主政治の確立および平和国家の建設を行うことを、その目的とする、とされている。宮澤の1959年の著述では、個人の尊厳については、第13条の個人の尊重と同意であり、個人主義の原理を表現しており、基本的人権の概念はこの個人主義に立脚する、とされている。

#### 三大原理に対する批判的見解
今日、学校教育で教えられている日本国憲法前文に示された日本国憲法の三大原則、すなわち「国民主権」、「基本的人権の尊重」、「平和主義」は昭和29年（1954年）の鳩山内閣の時に日本の主権が回復され、憲法改正ないし自主憲法制定の気運が盛り上がった時に護憲派勢力が譲れない三つの原則として打ち出したものである。宮沢俊義は著書の中で憲法には十六の原則があると書き、その師匠の美濃部達吉は憲法には四つの原則があると書いている。日本国憲法の三つの重要な考え方を示したのは文部省が浅井清に作成させた1947年の『あたらしい憲法のはなし』であり、その三つは民主主義、国際平和主義、主権在民主義であった。昭和28年に文部省が発行した社会科副読本の『あたらしい憲法の話』では憲法前文に示された原則は「民主主義」と「国際平和主義」「主権在民主義」であった。本文の項目では「民主主義とは」「国際平和主義」「主権在民主義」と同格に「天皇陛下」の項目として象徴天皇制の六大原則であった。その後1960年代初頭に小林直樹によって公刊された教科書において現在の三大原理が見られるようになった。つまり三大原則という捉え方やその内容が「国民主権」「基本的人権の尊重」「戦争の放棄」に限定されるのは一般的ではないとされる。今日では日本国憲法の基本原則を三つに限定する必要はないと言われている。前文冒頭の議会制民主主義や第一章の象徴天皇制、他に議院内閣制なども憲法の基本原則と捉えられるとも言われる。前文中に明記されている「人類普遍の原理」は「国政は国民の厳粛な信託によるもの」という一大原理であるとする指摘もある。
もっとも、日本国憲法公布の日（1946年（昭和21年）11月3日）に発行された山浦貫一著・法制局閲・内閣発行『新憲法の解説』は、日本国憲法の基調とするところは「民主主義」、「基本的人権擁護」、「戦争放棄」の三点であると明記しており、憲法制定当初から内閣がこれら三点を日本国憲法の基本原理として捉えていたことが理解できる。

### 平和主義（戦争放棄）
平和主義とは、平和状態を至上の価値とし、暴力や軍事を否定し、いかなる紛争も、合議と協調によって対応しようとするものである。憲法前文の「政府の行為によって再び戦争の惨禍が起こることのないようにすることを決意」という文章とともに、恒久的平和を志向し、政府（国）による戦争行為の再発を防止するという要素を日本国憲法に含ませている。また、これらの平和主義的理念を、日本国憲法第9条で具体化している。9条1項で「国際平和の誠実な希求、国際紛争を解決する手段としての武力による威嚇やその行使を永久に放棄」するとし、2項で「軍隊その他の戦力の不保持、交戦権の否認」を規定している。正式には以下の通りである。
憲法9条の解釈について学説には、「国際紛争を解決する手段」ではない戦争というものはありえず憲法9条第1項で全ての戦争が放棄されていると解釈する立場（峻別不能説）、憲法9条第1項の規定は「国際紛争を解決する手段」としての戦争放棄を定めたもので自衛戦争までは放棄されていないが、憲法9条第2項で戦力の不保持と交戦権の否認が定められた結果として全ての戦争が放棄されたと解釈する立場（遂行不能説）、憲法9条第1項の規定は「国際紛争を解決する手段」としての戦争放棄を定めたものであり自衛戦争までは放棄されておらず、憲法9条第2項においても自衛戦争及び自衛のための戦力は放棄されていないとする立場（限定放棄説）がある。このうち限定放棄説は、憲法9条は自衛戦争を放棄しておらず自衛戦争のための「戦力」も保持しうると解釈する。
これに対して政府見解は、以下のように解釈している。
- 「憲法9条第2項は『戦力』の保持を禁止しているという解釈のもと、これは自衛のための必要最小限度の実力を保持することを禁止する趣旨のものではなく、これを超える実力を保持することを禁止する趣旨である[80][81][82]」
- 「交戦権を伴う自衛戦争と個別的自衛権に基づく自衛行動とは別概念で、後者については憲法上許容されている[83][84]」

例として、以下の国会答弁がある。
平和主義という言葉は多義的である。法を離れた個人の信条などの文脈における平和主義は（一切の）争いを好まない態度を意味することが多い。一方で、憲法理念としての平和主義は、平和に価値を置き、その維持と擁護に政府が努力を払うことを意味することが多い。日本国憲法における平和主義は、通常の憲法理念としての平和主義に加えて、戦力の放棄が平和に繋がるとする絶対平和主義として理解されることがある。これは、第二次世界大戦での敗戦と疲弊の記憶、終戦後の平和を求める国内世論、形式文理上、憲法前文と第9条が一切の戦力・武力行使を放棄したと解釈できること、第二次世界大戦以降日本が武力紛争に直接巻き込まれることがなかったことによって支えられた、世界的にも希有な平和主義だとされる。この絶対平和主義については、安全保障の観点が皆無なのではないかという意見がある一方で、世界に先んじて日本が絶対平和主義の旗振り役となり、率先して世界を非武装の方向に転換していこうと努力することが、より持続可能な安全保障であるとの意見がある。なお、これらとは別に自衛権は自明の理であり、自衛権の行使は戦争には該当しないとする意見がある。
上記の議論から、日本政府が編成した防衛省（旧：防衛庁）の管轄下にある防衛組織である自衛隊（陸上自衛隊、海上自衛隊、航空自衛隊）は外国からは事実上の軍隊（陸軍、海軍、空軍）と認識されており憲法違反とする学説もあるが、日本政府の見解では「自衛隊は戦力には該当せず、憲法上許容されている」としている。2023年3月現在、最高裁判所による憲法判断は下されていない。

## 原本
日本国憲法の原本は、国立公文書館に保管されており、不定期に公開されている。

## 日本国憲法の構成
日本国憲法の本文は、11章103条から構成されている。大別して、人権規定、統治規定、憲法保障の三つからなる。とくに、第3章の人権規定には「人権カタログ」という別称がある。
日本国憲法は、本文の他に、上諭と前文が備わっている。
上諭は、あくまで単なる公布文であって憲法の構成内容ではない。しかし、制定法理との関係で問題となり、注目される。この上諭には、「日本国民の総意に基いて」という国民主権的文言と、天皇主権の帝国憲法の改正手続が並列して明記されているからである（下記「成立の法理」参照）。
前文とは、法令の条項に先立って述べる文章であって、その法令の趣旨・目的・理念などを明示するものである。日本国憲法の前文には、国民主権、基本的人権の尊重、平和主義という日本国憲法の三大原理が示されている。特に、第二次世界大戦直後という歴史的背景から、平和主義が強調され、これを根拠に個人の人権として平和的生存権を導く見解もある。もっとも、権利の内容と主体が明白ではないため、理念的な権利としてはともかく、裁判で主張できるような具体的な法的権利性を前文から直接に導き出すことは困難であると一般的には認識されている（参照：恵庭事件）。

### 条章構成
条章構成は以下の通り。全文はウィキソースを参照のこと。各条章の詳細については条章別の記事を参照のこと。

#### 上諭・前文

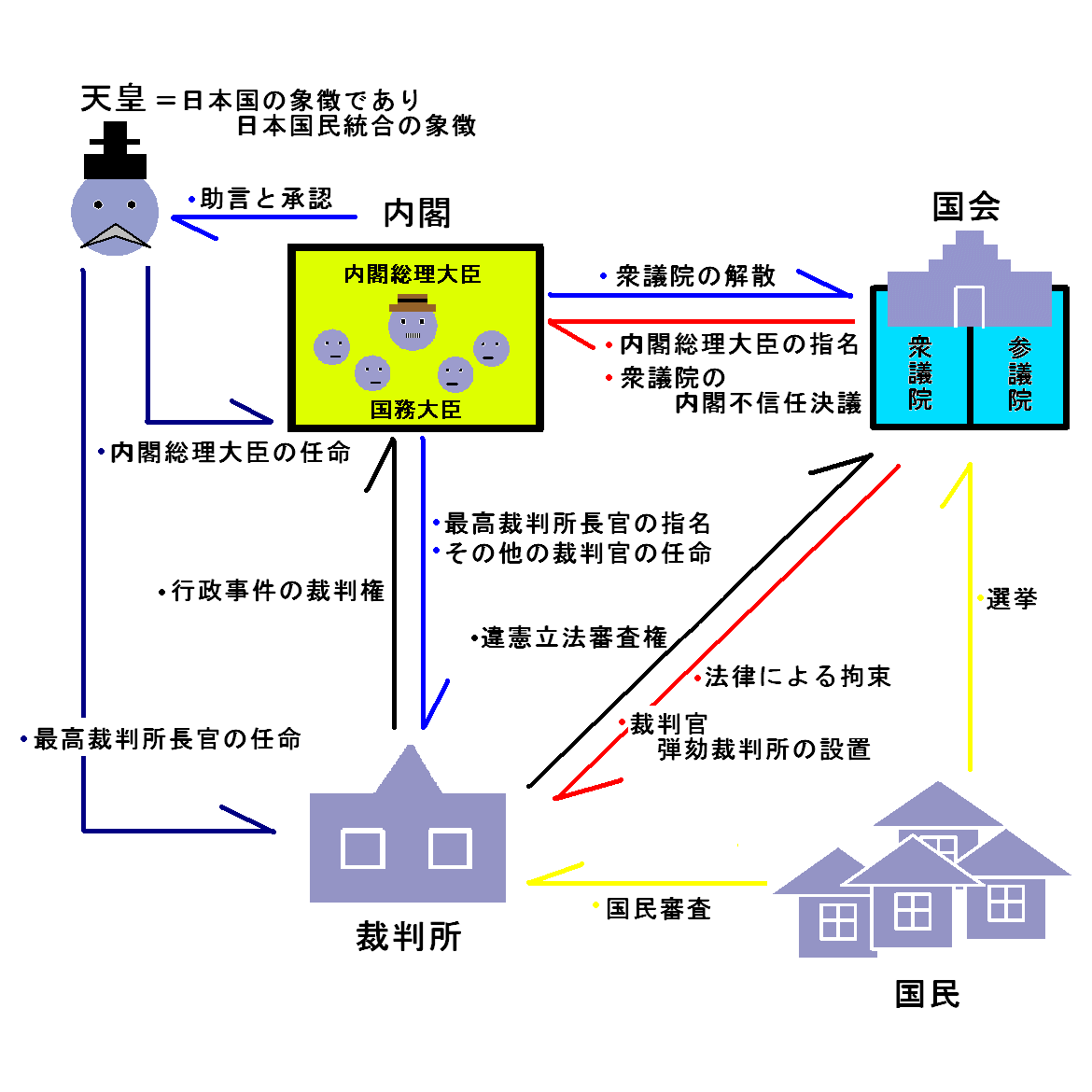
日本国憲法下の統治機構図

- 上諭
- 前文

#### 本文
- 第1章　天皇
  - 第1条 - 第8条
- 第2章　戦争の放棄
  - 第9条
- 第3章　国民の権利及び義務
  - 第10条 - 第40条
- 第4章　国会
  - 第41条 - 第64条
- 第5章　内閣
  - 第65条 - 第75条
- 第6章　司法
  - 第76条 - 第82条
- 第7章　財政
  - 第83条 - 第91条
- 第8章　地方自治
  - 第92条 - 第95条
- 第9章　改正
  - 第96条
- 第10章　最高法規
  - 第97条 - 第99条
- 第11章　補則
  - 第100条 - 第103条

### 人権規定
人権規定は、主に第3章にまとめられている。人権は、包括的自由権、法の下の平等、精神的自由、経済的自由、人身の自由、受益権、社会権、参政権などに大別される。

#### 包括的自由権と法の下の平等
まず包括的な人権規定、包括的自由権である生命・自由・幸福追求権（13条）がある。プライバシーの権利、自己決定権などの新しい人権は、同条により保障される。
また、14条では全国民の法の下の平等及び人種、信条、性別、社会的身分又は門地による政治的、経済的又は社会的関係における差別の禁止が定められる。同条2項では華族その他の貴族制度の禁止及び栄誉、勲章その他の栄典の授与による特権付与の禁止と栄典授与の世襲の禁止を定める。
同条のほか、24条に婚姻は両性の合意のみに基いて成立し、夫婦が同等の権利を有することを基本とした相互の協力による維持の必要性、同条2項に配偶者の選択、財産権、相続、住居の選定、離婚並びに婚姻及び家族に関するその他の事項における個人の尊厳と両性の本質的平等（男女同権）、44条に国会議員及びその選挙人資格における人種、信条、性別、社会的身分、門地、教育、財産又は収入による差別の禁止が定められている。

#### 精神的自由
精神的自由のうち、内面の自由としては、思想・良心の自由（19条）、信教の自由（20条）、学問の自由（23条）がある。20条1項（後段）及び3項は89条と共に、政教分離原則を定める。学問の自由からは、大学の自治および学校の自治が導き出される。表現の自由は21条に定められる。同条では、明文にある集会の自由・結社の自由・出版の自由や言論の自由のほか、知る権利、報道の自由・取材の自由、選挙運動の自由など、重要な人権が保障されている。また、同条2項では、検閲の禁止と通信の秘密が保障されている。

#### 経済的自由
経済的自由としては、まず22条1項では、職業選択の自由を保障している。ここからは営業の自由が導き出される。また2項と共に、居住移転の自由、外国移住の自由、海外渡航の自由、国籍離脱の自由も保障されている。29条では、財産権が保障されている。

#### 人身の自由
人身の自由は、まず18条で、奴隷的拘束からの自由が定められる。31条では適正手続の保障が規定される。刑事手続に関する詳細な規定は、日本国憲法の特徴とされる。これには、不当な身柄拘束からの自由（34条）、住居等への不可侵（35条）など被疑者の権利と、公務員による拷問及び残虐な刑罰の禁止（36条）、公平な裁判所の迅速な公開裁判を受ける権利、証人審問権・喚問権、弁護人依頼権（37条）、自己負罪拒否特権（38条、黙秘権）、刑罰不遡及（39条）、二重の危険の禁止（一事不再理、39条）など被告人の権利がある。
大日本帝国憲法体制からの経験則として、英米法の経験則が導入された経緯がある。大日本帝国憲法では、法律に拠らなければ、逮捕・監禁・審問・処罰を受けないと定めていたが、実際には警察による拷問などが行われ、人身の自由の保障は不十分だった。
なお、人身の自由に関する憲法直接付属法は人身保護法（昭和23年法律第199号）である。この人身保護法に関する細則は、最高裁判所規則である、人身保護規則 （昭和23年最高裁判所規則第22号）に定められる。同法及び同規則によれば、人身保護事件の審理は、原則として民事訴訟の手続で扱われる（規則33条、46条）。人身保護法は、人身の自由を拘束（人身の自由を奪ったり制限すること) する者を、公務員・公的機関だけに限定していない。

#### 受益権
受益権とは、国務請求権ともいう。国民が国家に対し、行為や給付、制度の整備などを要求する権利である。受益権には、請願権（16条）、裁判を受ける権利（32条）、国家賠償請求権（17条）、刑事補償請求権（40条）などがある。

#### 社会権
社会権とは、個人の生存・教育・維持発展などに関する給付を、国家に対し要求する権利である。社会権には、生存権（25条）、教育を受ける権利（26条）、勤労の権利、労働基本権（27条、28条、労働三権）などがある。

#### 参政権
参政権とは、国民が政治に参与する権利である。15条で、選挙権・被選挙権・国民投票権などの参政権を保障している。
選挙権は、普通選挙、平等選挙、自由選挙、秘密選挙、直接選挙の五つの要件（原則）を備えなければならない。
普通選挙とは、財力・教育などを選挙権の要件としない選挙をいい、15条3項と44条で保障される。
平等選挙とは、選挙権の価値は平等として一人一票を原則とする選挙をいい、14条1項や44条で保障され、投票価値の平等も保障されると解釈される。
自由選挙とは、投票を罰則などの制裁によって義務づけない選挙をいい、15条1項などにより保障されると解されている。
秘密選挙とは、投票内容を秘密にする選挙をいい、15条4項で保障される。
直接選挙とは、選挙人が公務員を直接に選ぶ選挙をいい、国政選挙では直接これを保障する条項はないが、地方選挙では93条2項で保障する。国民投票権は、憲法改正についてのみ認めている（96条1項）。地方自治特別法に関する住民投票権や、最高裁判所裁判官国民審査もこの権利の一種とされる。

### 国民の義務
国民の義務は、主に第3章にまとめられている。「国民の三大義務」を参照。

### 統治規定
日本国憲法は、国民主権を原則とした象徴天皇制と権力分立制（三権分立制）を採る。権力分立とは、国家の諸作用を性質に応じて区別し、それを異なる機関に分離し、相互に抑制均衡を保つことで権力の一極集中と恣意的な行使を防止するものである。権力分立制は、自由主義をその背後の原理とする。通常、立法権・行政権・司法権の権力に区別する。
日本国憲法では、立法権は国会（41条）に、行政権は内閣（65条）に、司法権は裁判所（76条）に配される。
以上の事から日本は、立憲君主制と議院内閣制の政治体制の国家とされる。

#### 天皇
日本国憲法は、第1章に天皇に関する事項を定める。
天皇は、「日本国の象徴であり日本国民統合の象徴」であって、この地位は、主権の存する日本国民の総意に基づくと規定される（1条）。
皇位の継承は、世襲のものであって、国会の議決した皇室典範の規定により行われる（2条）。
天皇の国事に関する全ての行為には、内閣の助言と承認を必要とし、内閣が責任を負う（3条）。
天皇は、憲法上の国事に関する行為のみを行い、国政に関する権能を有しない（4条）。法律の規定により、その国事に関する行為を委任することが可能（4条2項）。
皇室典範の規定により摂政を設置する時、摂政は天皇の名でその国事に関する行為を行う。この場合には、4条1項の規定を準用する（5条）。
天皇は、国会の指名（内閣総理大臣指名選挙）に基づいて内閣総理大臣を任命し（6条）、内閣の指名に基づいて最高裁判所長官（最高裁判所の長である裁判官）を任命する（6条2項）。
天皇は、内閣の助言と承認により、国民のために、憲法改正、法律、政令及び条約の公布（7条1号）・国会の召集（2号）・衆議院の解散（3号）・国会議員の総選挙（衆議院議員総選挙・参議院議員通常選挙）の施行の公示（4号）・国務大臣及び法律が規定するその他の官吏の任免並びに全権委任状及び大使及び公使の信任状の認証（5号）・大赦、特赦、減刑、刑の執行の免除及び復権の認証（6号）、栄典の授与（7号）、批准書及び法律が規定するその他の外交文書の認証（8号）・外国の大使及び公使の接受（9号）・儀式の執行（10号）といった国事行為を行う（7条）。
皇室に財産を譲り渡し、又は皇室が財産を譲り受け若しくは賜与することは、国会の議決に基づく必要がある（8条）。

#### 国会
国会は、国権の最高機関とされ、唯一の立法機関とされる（41条）。
国会は、衆議院（下院）と参議院（上院）の二院で構成される（42条）。両議院は、全国民を代表して選挙（衆議院議員総選挙・参議院議員通常選挙）により選出された議員で組織される（43条）。
衆議院議員の任期は、4年とする。ただし、衆議院解散の場合には、その期間満了前に終了する（45条）。参議院議員の任期は、6年とし、3年ごとに議員の半数を改選する（46条）。
両議院の議員は、法律の定める場合を除いては、国会の会期中逮捕されず、会期前に逮捕された議員は、その議院の要求があれば、会期中に釈放する必要がある（50条）。
国会の常会は、毎年一回召集する（52条）。
内閣は、国会の臨時会の召集を決定することが可能。衆参いずれかの議院の総議員の4分の1以上の要求があれば、内閣は臨時会の召集を決定する必要がある（53条）。
衆議院が解散された時は、解散の日から40日以内に衆議院議員総選挙を行い、その選挙日から30日以内に国会を召集する必要がある（54条）。衆議院が解散された時は、参議院は同時に閉会となる。ただし、内閣は、国に緊急の必要があるときは参議院の緊急集会を求めることが可能（54条2項）。参議院の緊急集会において採られた措置は、臨時のものであって、次の国会開会の後10日以内に衆議院の同意がない場合には、その効力を失う（54条3項）。
両議院は、各々その議員の資格に関する争訟を裁判する。ただし、議員の議席を失わせるには、出席議員の3分の2以上の多数による議決を必要とする（55条）。
両議院は、議事を開き議決するには、各議院の総議員の3分の1以上の出席を必要とする（56条）。両議院の議事は、憲法上の特例を除いて、出席議員の過半数の賛成で可決し、賛成票と反対票が同数の時は、議長の採決に従う（56条2項）。
両議院の会議は、公開とする。ただし、出席議員の3分の2以上の多数で議決したときは、秘密会の開会が可能（57条）。両議院は、各々その会議の記録を保存し、秘密会の記録の中で特に秘密を要すると認められるもの以外は、これを公表し、かつ一般に頒布する必要がある（57条2項）。出席議員の5分の1以上の要求があれば、各議員の表決は、これを会議録に記載する必要がある（57条3項）。
衆議院議長・参議院議長、その他の役員を選任する（58条）。両議院は、各々その会議その他の手続及び内部の規律に関する規則を定め、又、院内の秩序を乱した議員を懲罰することが可能。ただし、議員を除名するには、出席議員の3分の2以上の多数による議決を必要とする（58条2項）。
法律案は、憲法上の特例を除いては、両議院で可決した時に法律となる（59条）。衆議院で可決され、参議院で異なった議決をされた法律案は、衆議院で出席議員の3分の2以上の多数で再可決された時は、法律となる（59条2項）。前項の規定は、法律の規定により、衆議院が両議院協議会の開会要求をすることを妨げない（59条3項）。参議院が、衆議院の可決した法律案を受け取った後、国会休会中の期間を除いて60日以内に議決しない時は、衆議院は参議院がその法律案を否決したものと見做すことが可能（59条4項）。
二院のうちでは、衆議院の優越が定められている（予算先議権：60条1項、内閣不信任決議権：69条、決議の優越：59条2項・60条2項・61条、67条2項）。それ以外は対等であり、法律案は、両議院で可決した時に法律となり（59条1項）、予算案・条約の承認も国会の権能である（60条、61条）。また、両議院には各々、内部規律に関する規則制定権がある（58条2項）。
他の二権との関係では、まず、内閣に対しては、国会に内閣総理大臣の指名権があり（67条）、衆議院には内閣不信任決議権がある（69条）。また、院の権能である国政調査権（62条）を行使して、内閣の行う行政事項に関して調査監視する。裁判所に対しては、裁判官弾劾裁判所を設置して、非行等により罷免の訴追を受けた裁判官を裁判する（64条）。もっとも、裁判官弾劾裁判所自体は国会から独立した機関である。また、全裁判官は良心に従い独立して職権を行使するにあたって、国会が制定した憲法及び法律にのみ拘束される（76条3項）。

#### 内閣
内閣は、行政権を担う（65条）。
内閣は、内閣総理大臣と国務大臣により組織される合議制の機関である（66条）。内閣総理大臣その他の国務大臣は、文民である必要がある（66条2項）。内閣は、行政権の行使について、国会に対し連帯して責任を負うという議院内閣制が規定されている（66条3項）。
内閣の首長である内閣総理大臣は、国会議員（衆議院議員・参議院議員）の中から国会の議決（内閣総理大臣指名選挙）により指名され（67条1項）、（親任式によって）天皇に任命される（6条1項）。
国務大臣は内閣総理大臣が任命するが、その過半数を国会議員（衆議院議員・参議院議員）の中から選ばなければならない（68条1項）。
衆議院で内閣不信任決議案が可決されるか内閣信任決議案が否決された時は、10日以内に衆議院が解散されない限り、内閣は総辞職をする必要がある（69条）。内閣総理大臣が欠けたとき、又は衆議院議員総選挙の実施後に初めて国会の召集があった時は、内閣は総辞職をする必要がある（70条）。前2条の場合には、内閣は新たに内閣総理大臣が任命されるまで引き続きその職務を行う（71条）。
内閣総理大臣は、内閣を代表して議案を国会に提出し、一般国務及び外交関係について国会に報告し、並びに行政各部を指揮監督する（72条）。
内閣は、他の一般行政事務を行うほか、法律の誠実な執行と国務の総理、外交関係の処理、条約の締結（事前または事後に、国会の承認を必要とする）、法律の定める基準に従っての官吏に関する事務の掌理、予算案の作成と国会への提出、憲法及び法律の規定を実施する為の政令（特にその法律の委任がある場合を除いての、罰則を設けることの禁止）の制定、大赦・特赦・減刑・刑の執行の免除及び復権の決定などの事務を行う（73条）。また、内閣は、天皇の国事行為に対し、助言と承認を行う（7条）。
内閣は、天皇への助言と承認を通して衆議院を解散することができる（7条3号）。内閣は、最高裁判所長官を指名し（6条2項）、その他の下級裁判所裁判官を最高裁判所が作成した名簿より任命する（79条1項）。

#### 裁判所
全ての司法権は裁判所に属し、日本の裁判所は最高裁判所とその下級裁判所（高等裁判所、地方裁判所、家庭裁判所など）により構成されると規定されている（76条）。
特別裁判所を設置すること及び行政機関が終審として裁判を行うことが禁止されている（76条2項）。
裁判官のうち最高裁判所長官は内閣の指名に基づき、天皇が任命する（6条2項）。その他の裁判官は、内閣が任命する。特に、下級裁判所の裁判官は、最高裁判所の指名した者の名簿により、内閣が任命する。最高裁判所の裁判官は、任命後初めて執行される衆議院議員総選挙とその後10年ごとの衆議院議員総選挙において、国民審査を受ける（最高裁判所裁判官国民審査）。下級裁判所の裁判官は、任期を10年とし、再任されることができる。裁判所には、訴訟に関する手続、弁護士、裁判所の内部規律及び司法事務処理に関する事項について、規則制定権がある（77条1項）。
裁判所は、法令審査権（違憲立法審査権、違憲審査権）を行使する（81条）。同条は、最高裁判所を「一切の法律、命令、規則又は処分が憲法に適合するかしないかを決定する権限を有する終審裁判所」と規定するが、これは下級裁判所も法令審査権を行使しうることを示している（判例もそれを示している。「警察予備隊違憲訴訟」昭和27年10月8日大法廷判決昭和27年（マ）第23号日本国憲法に違反する行政処分取消訴訟）。この法令審査権は、裁判所が裁判を行うにあたって適用する法令が違憲（憲法違反）であるか否か判断する権限とされる（附随的違憲審査制）。ドイツの憲法裁判所やイタリア、オーストリア等の裁判所に見られる、具体的な事件から離れて抽象的にある法令が違憲であるか否か審査する権限（抽象的違憲審査制）は、日本国憲法に定められていない。

#### 財政
第7章は、財政に関する事項を定める。
国家財政を処理する権限は、国会の議決に基づいて行使される（財政国会中心主義、83条）。また、租税法律主義（84条）、内閣の予算案作成権（86条）、国の収入支出の決算と会計検査院に関する事項などが定められる（90条）。
なお、皇室経済に関しては、皇室費用の予算計上（88条）は第7章に、皇室への財産譲り渡し、皇室の財産譲り受け、もしくは賜与に関する国会の議決は第1章の8条に定める。

#### 地方自治
第8章は、地方自治に関する事項を定める。
地方自治は、住民自治と団体自治をその本旨とする（92条）。地方公共団体には、その長（首長）と議会が置かれ、住民は首長と議員を直接選挙で選出する（93条）。地方公共団体は、その財産を管理し、行政を執行する権能を有するほか、法律の範囲内で条例を制定する権限を有する（94条）。また、一の地方公共団体のみに適用される特別法（地方自治特別法）は、その地方公共団体の住民の投票においてその過半数の同意を得なければ、国会は制定することができない（95条）。

### 憲法保障
憲法保障とは、憲法秩序の存続や安定を保持することである。その為の規定・制度としては、まず憲法の最高法規性が挙げられる。
98条は、明文で憲法の最高法規性を定める。この形式的な最高法規性の定めを、97条の最高法規性の実質的根拠と、96条の硬性憲法の規定が支える。また、99条は天皇又は摂政及び国務大臣、国会議員、裁判官その他の公務員に憲法尊重擁護義務を課している。さらに、権力分立制や違憲審査制も憲法保障を図る制度である。

### 憲法改正
憲法改正手続は、96条で規定されている。
まず、憲法改正案は「各議院（衆議院・参議院）の総議員の三分の二以上の賛成」により「国会」が発議する。この発議された憲法改正案を国民に提案し、国民の承認を経なければならない。この承認には「特別の国民投票又は国会の定める選挙の際に行われる投票において、その過半数の賛成」を必要とする。
この憲法改正案が国民の承認を経た後、天皇は、国民の名で、この憲法と一体を成すものとして、直ちにこれを公布する（96条2項）。
この改正手続を規定する国民投票法（正式名称：日本国憲法の改正手続に関する法律、平成19年法律第51号）が、2007年（平成19年）5月14日に可決・成立して同年5月18日に公布され、2010年（平成22年）5月18日に施行された。
その他の論点については、「日本における憲法改正の議論」の記事を参照。

## 成立史

### 大日本帝国憲法
大日本帝国憲法は、日本初の成文憲法であり、非欧米社会において初めて実効的に機能した近代立憲主義に基づく憲法であったが、神権主義的な君主制の色彩がきわめて強い憲法であった。
大日本帝国憲法の特色の第一としては、主権が天皇に存すること（天皇主権）、天皇の地位が神聖不可侵であること、天皇が立法・司法・行政などすべての国の作用を究極的に掌握して統括する権限を有すること、皇室・栄典・軍事等に関する天皇大権が一般国務から分離・独立し、これに対する内閣・議会の関与が否定されていたことなど、反民主的な要素が挙げられる。
特色の第二としては、立憲的諸制度が採用されていた点が挙げられるが、大日本帝国憲法において保障された権利は、人間が生まれながらに有する生来の自然権（人権）を確認するというものではなく、天皇が臣民に対して恩恵として与えたもの（臣民権）にすぎなかった。これらの権利は、「法律の範囲内において」保障されたものにすぎず（法律の留保）、法律によりさえすれば制限することが可能な権利にすぎなかった。また、統治機構の分野においては、（1）権力分立制がとられていたものの、諸機関が天皇大権を翼賛する機関にすぎなかったこと、（2）法治主義の原則が形式的法治主義にとどまっており、権力を法によって制限するという観念が希薄であったこと、（3）議会の権限が立法、予算、緊急事態に対する措置に関して大きく制限されており、政府や軍部に対するコントロールの力が極めて弱く、公選に基づかない貴族院が衆議院と同等の権能を有して衆議院を抑制する役割を果たしたこと、（4）大臣助言制は、「各」国務大臣が単独でその所管事項について輔弼するものであり、内閣制度が憲法上の制度とされておらず、各国務大臣は天皇に対して責任を負うにとどまり、憲法上、議会に対して責任を負わないものとされた点などが特色として挙げられる。
神権主義的な色彩のきわめて濃い大日本帝国憲法をできるだけ自由主義的に解釈しようとした立憲的な学説の影響や、政党の発達に伴って、大正デモクラシーが高揚し、政党政治が実現した結果、天皇制は、事実上、国務大臣が議会に対して責任を負う原則に裏付けられた、イギリスと同様の議会君主制として機能したが、軍部の勢力が増大し、ファシズム化が進展し、天皇機関説事件などが起こったことによって、大日本帝国憲法の立憲的な側面は、大きく後退することとなった。

### 日本国憲法の成立

#### ポツダム宣言の受諾と占領統治
1945年（昭和20年）7月、米英ソ三国首脳（アメリカのハリー・S・トルーマン大統領、イギリスのウィンストン・チャーチル首相、ソ連のヨシフ・スターリン共産党書記長）は、第二次世界大戦の戦後処理について協議するため、ドイツの首都ベルリン郊外・ポツダムで会談を行った（ポツダム会談）。この席で三者は、「日本に降伏の機会を与える」ための降伏条件を定め、中華民国国民政府の蔣介石主席の同意を得て、同月26日、米英中の三国首脳の名で「ポツダム宣言」として発表した。
この「ポツダム宣言」のうち、特に憲法に関する点は次の点である。
- 軍国主義を排除すること。
- 民主主義的傾向の復活強化へ向けて、一切の障害を除去すること。
- 言論、宗教及び思想の自由並びに基本的人権の尊重を確立すること。
- 日本国民が自由に表明する意思に従って平和的傾向を有する政府ができたとき、占領軍が撤退する（日本が独立する）こと

当時の鈴木貫太郎内閣（鈴木貫太郎首相）は、先ずこれを「黙殺」すると発表し、態度を留保した。アメリカ軍は翌8月6日に広島、同9日に長崎に原子爆弾を投下し、ソ連軍は8月8日に対日参戦した。ここに至って日本政府は戦争終結を決意し、8月10日に連合国にポツダム宣言を受諾すると伝達した。日本政府はこの際、「天皇ノ国家統治ノ大権ヲ変更スルノ要求ヲ包含シ居ラサルコトノ了解ノ下ニ受諾」するとの条件を付した（8月10日付「三国宣言受諾ニ関スル件」）。これは、受諾はするものの、天皇を中心とする政治体制は維持するといういわゆる「国体護持」を条件とすることを意味した。
連合国は、この申し入れに対して、翌11日に回答を伝えた。この回答は、当時のアメリカ国務長官ジェームズ・F・バーンズの名を取って「バーンズ回答」と呼ばれる。この「バーンズ回答」で連合国は、次の2点を明示した。
日本政府はこの回答を受け取り、御前会議により協議を続けた結果、8月14日に昭和天皇のいわゆる「聖断」を経てポツダム宣言の受諾を決定し、連合国に通告した。ポツダム宣言の受諾は、日本国民に対しては、翌15日正午からのラジオを通じて昭和天皇が「大東亜戦争終結ノ詔書」を読み上げるといういわゆる「玉音放送」で知らせた。この詔書の中では、「国体ヲ護持シ得」たとしている。9月2日、日本の政府全権が、横浜港に停泊するアメリカ戦艦ミズーリ号上で、降伏文書に署名した。
降伏により、日本は独立国としての主権を事実上喪失し、その統治権は連合国軍最高司令官（GHQ）の制約の下に置かれ。連合国軍最高司令官は、「ポツダム宣言」を実施するために必要な措置を執ることができるものとされた。8月28日、連合国軍先遣部隊が厚木飛行場に到着し、同30日には連合国軍最高司令官ダグラス・マッカーサー元帥が神奈川県厚木市に到着した。マッカーサーは、直ちに総司令部（GHQ）を設置し、日本に対する占領統治を開始した。この占領統治は、原則として、日本の既存統治機構を通じて間接的に統治する方式を採り、例外的に特に必要な場合にのみ、直接統治を行うものとした。

#### 終戦直後の国内世論
内閣情報局世論調査課が共同通信社調査部に委嘱して行った「憲法改正に関する輿論調査報告」（1945年（昭和20年）12月19日付、報告総数287件）では、全体の75%（216件）が「憲法改正を要する」としている。以下がその調査結果である。
- 憲法改正は必要か不要か

|              | 必要 | 不要 | 無回答 |
| ------------ | ---- | ---- | ------ |
| 財界         | 31   | 8    | 2      |
| 労働者       | 30   | 3    | 8      |
| 俸給生活者   | 40   | 1    | 1      |
| 中小商工業者 | 33   | 4    | 4      |
| 地主         | 26   | 12   | 3      |
| 自作農       | 28   | 5    | 8      |
| 小作農       | 28   | 5    | 8      |
| 合計         | 216  | 38   | 33     |

- 現行の改正手続を可とするか

|              | 可能 | 不可 | 民定憲法を主張 |
| ------------ | ---- | ---- | -------------- |
| 財界         | 20   | 11   | 4              |
| 労働者       | 8    | 19   | 14             |
| 俸給生活者   | 19   | 20   | 15             |
| 中小商工業者 | 17   | 14   | 7              |
| 地主         | 16   | 7    | 4              |
| 自作農       | 14   | 9    | 5              |
| 小作農       | 7    | 16   | 13             |
| 合計         | 101  | 96   | 62             |

- 帝国憲法の改正にあたり積極的に主張されている点

|                                        | 財界 | 労働者 | 俸給生活者 | 中小商工業者 | 地主 | 自作農 | 小作農 | 合計 |
| -------------------------------------- | ---- | ------ | ---------- | ------------ | ---- | ------ | ------ | ---- |
| 天皇大権の制限 議会権限の拡大          | 13   | 8      | 19         | 8            | 7    | 8      | 8      | 71   |
| 貴族院の廃止または改革                 | 10   | 10     | 15         | 8            | 4    | 3      | 7      | 57   |
| 民意の尊重 濫用の防止 天皇と国民を直結 | 8    | 4      | 10         | 8            | 2    | 6      | 3      | 41   |
| 人民の権利拡張 自由を保障              | 10   | 5      | 5          | 3            | 0    | 5      | 4      | 32   |
| 主権在民                               | 0    | 5      | 0          | 2            | 2    | 1      | 4      | 14   |
| イギリス式憲法（不文憲法）             | 0    | 1      | 2          | 3            | 1    | 1      | 1      | 9    |
| 天皇制を堅持・存置                     | 6    | 3      | 3          | 3            | 6    | 7      | 5      | 33   |
| 天皇制廃止                             | 0    | 1      | 0          | 1            | 0    | 0      | 1      | 3    |

#### 日本政府および日本国民の憲法改正動向
降伏直後から、日本政府部内では、いずれ連合国側から、大日本帝国憲法の改正が求められるであろうことを予想していた。しかし、憲法改正は緊急の課題であるとは考えられていなかった。だが、この日、マッカーサーは、東久邇宮内閣（東久邇宮稔彦王首相）の国務大臣であった近衛文麿元首相に、憲法改正を指示した。しかし、憲法学者の美濃部達吉と佐々木惣一はポツダム宣言には憲法改正を要求する条項はなく、大正デモクラシーの復活・強化で要求に答えられるとして憲法改正に反対した。

なおこの日、総司令部は治安維持法の廃止、政治犯の即時釈放、天皇・皇室批判の自由化、思想警察の全廃など、いわゆる「自由の指令」の実施を日本政府に命じた。翌5日、東久邇宮内閣は、この指令を実行できないとして総辞職し、10月9日に幣原内閣（幣原喜重郎首相）が成立する。同11日、幣原首相が新任の挨拶のためマッカーサーを訪ねた際にも、マッカーサーから口頭で「憲法ノ自由主義化」を指示された。
先にマッカーサーから憲法改正の指示を受けた近衛（東久邇宮内閣の総辞職後は内大臣府御用掛）は、政治学者の高木八尺、憲法学者の佐々木惣一（10月13日内大臣府御用掛に任命）、ジャーナリストの松本重治らとともに、憲法改正の調査を開始した。10月8日には、近衛は高木らとともに総司令部政治顧問のジョージ・アチソンと会談して助言を請い、「個人的で非公式なコメント」として12項目に及ぶ憲法の問題点の指摘や改正の指示を受けた。また、近衛らの作業と並行して、幣原内閣は、松本烝治・国務大臣を委員長とする憲法問題調査委員会（松本委員会）を設置して、憲法改正の調査研究を開始した。
こうして、内閣と内大臣府の双方で、それぞれ憲法改正の調査活動が進められることとなった。このうち、近衛らの調査に対しては、近衛自身の戦争責任や、閣外であり憲法外の機関である内大臣府で憲法改正作業を行うことに対する憲法上の疑義などが問題視されて、批判が高まった。11月1日、総司令部は「近衛は憲法改正のために選任されたのではない」として、マッカーサーが近衛に伝えた憲法改正作業の指示は、近衛個人に対してではなく、日本政府に対して行ったものであるとの声明を発表した。これにより、近衛らの調査活動は頓挫した。それでも近衛らは作業をつづけ、11月22日に近衛案（「帝国憲法ノ改正ニ関シ考査シテ得タル結果ノ要綱」）、11月24日に佐々木案（「帝国憲法改正ノ必要」）をそれぞれ天皇に奉答した（なお、総司令部の指示により、11月24日に内大臣府は廃止された）。
| 委員長 | 松本烝治（国務大臣） |
| 顧問   | 清水澄（学士院会員）、美濃部達吉（学士院会員）、野村淳治（東大名誉教授） |
| 委員   | 宮澤俊義（東大教授）、清宮四郎（東北大教授）、河村又介（九大教授）、石黑武重（枢密院書記官長→法制局長官）、楢橋渡（法制局長官→内閣書記官長）、入江俊郎（法制局第一部長）、佐藤達夫（法制局第二部長） 後に、小林次郎（貴族院書記官長）、大池眞（衆議院書記官）、奥野健一（司法省民事局長）、中村健城（大蔵省主計局長、後に後任の野田卯一へ交替）、諸橋襄（枢密院書記官長、石黑の後任）らが加わった。 |
| 補助員 | 刑部莊（東大助教授）、佐藤功（東大講師）、窪谷直光（大蔵書記官） |
| 嘱託   | 古井喜実（元内務次官） |

かかる経緯を辿って、憲法改正作業は、内閣の下に設置された松本委員会に一本化されることになる。松本委員会は、美濃部達吉、清水澄、野村淳治を顧問とし、憲法学者の宮沢俊義・東京帝国大学教授、河村又介・九州帝国大学教授、清宮四郎・東北帝国大学教授や、法制局幹部である入江俊郎、佐藤達夫らを委員として組織された。松本委員会は、10月27日に第1回総会を開催し、同30日に第1回調査会を開催した。以後、総会は1946年（昭和21年）2月2日まで7回、調査会（小委員会）は同1月26日まで15回開催された。
1946年（昭和21年）1月9日の第10回調査会（小委員会）に、松本委員長は「憲法改正私案」を提出した。この「私案」は、前年12月8日の衆議院予算委員会で、松本委員長が示した「憲法改正四原則」をその内容としており、委員会の立案の基礎とされた。「憲法改正四原則」の概要は次の通り。
委員会は、この「憲法改正四原則」に基づいて憲法を逐条的に検討した。宮沢委員が「私案」を要綱化して松本がこれに手を加え、「憲法改正要綱」とした。1月26日の第15回調査会では、この「憲法改正要綱」（甲案）と「憲法改正案」（乙案）を議論した。内閣は1月30日から2月4日にかけて連日臨時閣議を開催して、「私案」「甲案」「乙案」を審議。2月7日、松本は「憲法改正要綱」（松本試案）を天皇に奏上し、翌8日に説明資料とともに総司令部へ提出した。この「憲法改正要綱」は内閣の正式決定を経たものではなく、まず総司令部に提示して意見を聞いた上で、正式な憲法草案の作成に着手する予定であった。
他方、近衛や松本委員会による憲法改正の調査活動が進むにつれ、国民の間にも憲法問題への関心が高まった。近衛や松本委員会の動き、各界各層の人々の憲法に関する意見なども広く報道され、政党や知識人のグループなどを中心に、多種多様な民間憲法改正案が発表された。しかし、その多くは大日本帝国憲法に若干手を加えたものであって、大改正に及ぶものは少数であった。
| 表題                                        | 作成団体（構成員等）                                                            | 概要・特徴 | 発表日                                 |
| ------------------------------------------- | ------------------------------------------------------------------------------- | --- | -------------------------------------- |
| 憲法草案要綱                                | 憲法研究会 （高野岩三郎、鈴木安藏、室伏高信、杉森孝次郎、森戸辰男、岩淵辰雄ら） | 象徴的な天皇制を残しつつ国民主権の原則と直接民主制的諸制度を採用。 | 1945年（昭和20年）12月26日             |
| 日本共和国憲法私案要綱 （改正憲法私案要綱） | 高野岩三郎                                                                      | 憲法研究会の主軸であったにも関わらず天皇制を残存させたことに関して不満を表明し、単独で高野が構想した。大統領を元首とする共和制を提示。                                                   | 同年12月28日                           |
| 自由黨 憲法改正要綱                         | 日本自由党 （鳩山一郎総裁）                                                     | 同党憲法改正特別調査会の浅井清（慶大教授）と金森徳次郎が中心となって作成。 | 1946年（昭和21年）1月21日              |
| 進歩黨 憲法改正要綱                         | 日本進歩党 （町田忠治総裁）                                                     | 天皇大権の一部を削除・廃止するが、天皇は「臣民の輔翼に依り憲法の条規に従ひ統治権を行ふ」。                                                                                               | 同年2月14日                            |
| 社会黨 憲法改正要綱                         | 日本社会党 （片山哲書記長）                                                     | 高野岩三郎、森戸辰男らが起草委員となる。「主権は国家（天皇を含む国民協同体）に在り」。統治権は分割し、主要部を議会に、一部を天皇に帰属（天皇大権大幅制限）。生存権の保障、死刑の廃止等。 | 同年2月14日                            |
| 日本國憲法草案                              | 憲法懇話会 （尾崎行雄、岩波茂雄、渡辺幾治郎、石田秀人、稻田正次、海野晋吉）     | 立法権を天皇と議会に認め、地方議会議員、職能代表、学識経験者からなる参議院を設置する。司法裁判所に違憲審査権を付与する。                                                                 | 同年3月5日                             |
| 日本人民共和國憲法（草案）                  | 日本共産党 （德田球一書記長）                                                   | 天皇制を廃止して（天皇制廃止論）、人民主権の原則を採用。自由権・生活権等について、社会主義の原則に基づいて保障。                                                                         | 同年6月29日 （骨子は前年11月11日発表） |

##### 憲法草案要綱
憲法研究会は1945年の10月から12月にかけて活動し、憲法草案要綱を作成して、12月26日に首相官邸に提出した。GHQは直ちにこれを英訳し、翌月の1月2日には、その内容に注目するとの書簡を作成した。米国では国民主権が軽視されていたため、この「要綱」に基づき国民主権がGHQ案に盛り込まれたとされる。一方で、象徴天皇制という案は、これ以前に存在した。しかし、「要綱」とは別に、より早い時期に憲法研究会のメンバーがGHQの要人に接触しているため、憲法研究会が象徴天皇制を発案し、GHQ要人を介してGHQ案に反映させたのだと、小西豊治は主張している。

#### マッカーサー草案
総司令部は、当初、憲法改正については過度の干渉をしない方針であった。しかし総司令部は、1946年（昭和21年）の年明け頃から、民間の憲法改正草案、特に憲法研究会の「憲法草案要綱」に注目しながら、憲法に関する動きを活発化させた。それでも、同年1月中は、日本政府による憲法改正案の提出を待つ姿勢をとり続けた。

##### マッカーサーの憲法改正権限（ホイットニー・メモ）
この1月時点で、マッカーサーが日本の憲法改正について、いかなる権限を持つのかという法的根拠、法的論点が総司令部内で問題となっていた。この点につき、総司令部の民政局長コートニー・ホイットニーは1946年2月1日に「現在閣下は、日本の憲法構造に対して閣下が適当と考える変革を実現するためにいかなる措置をもとりうるという、無制限の権限を有しておられる」と結論づけるリポートを提出した。ただしこのレポートでは、2月26日に迫った極東委員会の発足後は、マッカーサーの権限が無制限でなくなることも併せて指摘している。

##### 毎日新聞によるスクープ報道の波紋
同2月1日、毎日新聞が「松本委員会案」なるスクープ記事を掲載したが、この記事に載った「松本委員会案」とは、宮沢委員が提出した「宮澤甲案」であった。この「宮澤甲案」の内容は、松本委員会に提出された草案の中では比較的リベラルなもので、内閣の審議に供された「乙案」に近かった。政府は直ちに、このスクープ記事の「松本委員会案」は実際の松本委員会案とは全く無関係であるとの談話を発表した。
しかし、この記事を分析したホイットニー民政局長は、それが真の松本委員長私案であると判断し、また、この案について「極めて保守的な性格のもの」と批判し、世論の支持を得ていないとも分析した。

##### 総司令部による意思決定

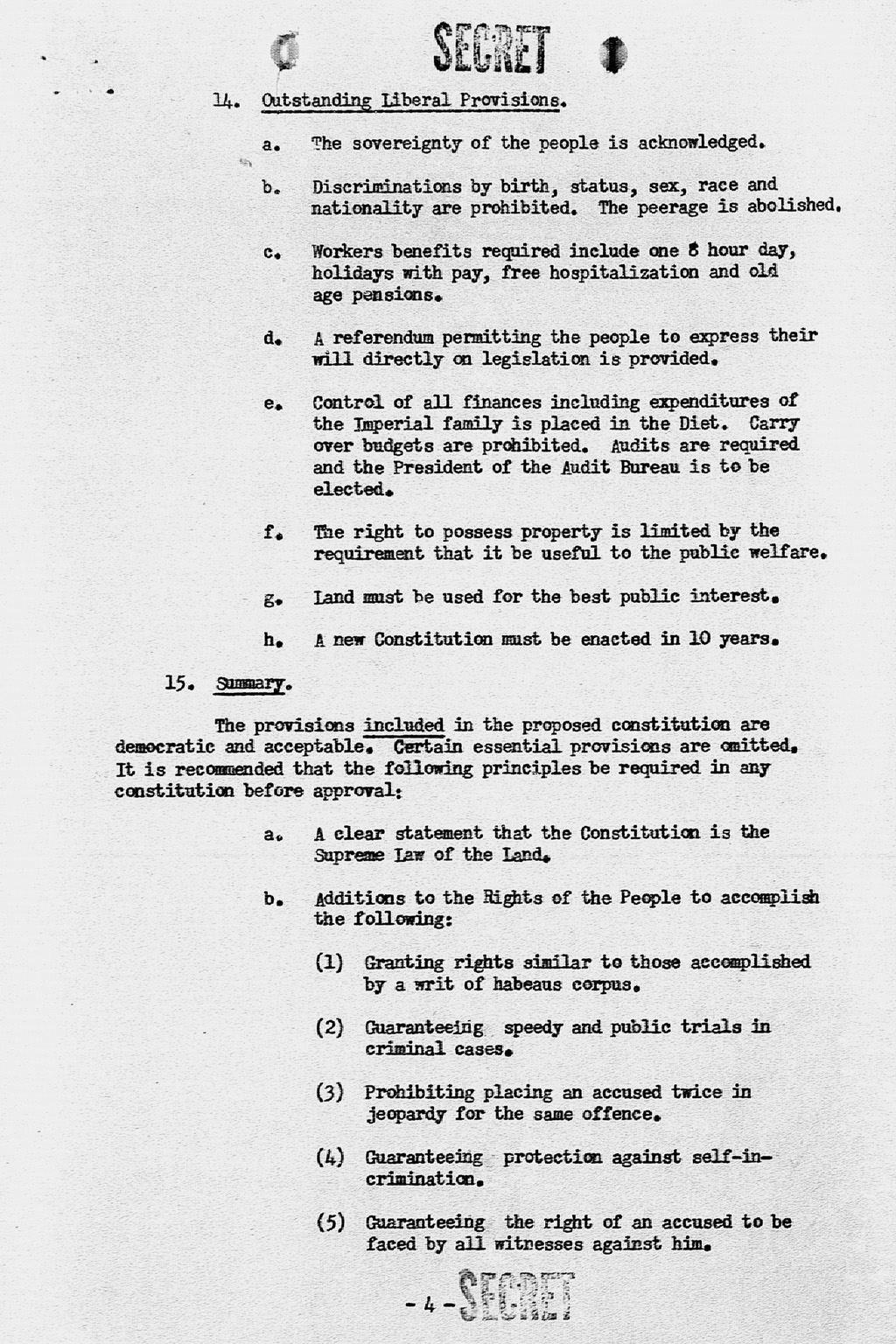
新憲法に関するシークレット対象とされたGHQのメモ（1946年1月11日付）

そこで総司令部は、自ら草案を作成することを決定した。その際、日本政府が総司令部の「受け容れ難い案」を提出された後に、その作り直しを「強制する」より、その提出を受ける前に総司令部から「指針を与える」方が、戦略的に優れているとも分析した。
2月3日、マッカーサーは、総司令部が憲法草案を起草するに際して守るべき三原則を、憲法草案起草の責任者とされたホイットニー民政局長に示した（「マッカーサー・ノート」）。三原則の内容は以下の通り。
この三原則を受けて、総司令部民政局には、憲法草案作成のため、立法権、行政権などの分野ごとに、条文の起草を担当する八つの委員会と全体の監督と調整を担当する運営委員会が設置された。2月4日の会議で、ホイットニーは、全ての仕事に優先して極秘裏に起草作業を進めるよう民政局員に指示した。以下はその会議における議事録である。
Summary Report on Meeting of the Government Section, 4 February 1946, Alfred Hussey Papers; Constitution File No. 1, Doc. No. 4
that the only possibility of retaining the Emperor and the remnants of their owm power is by their acceptance and approval of a Constitution that will force a decisive swing to left. General Whitney hopes to reace this decision by persuasive arugument; if this is not possible, General MacArthur has empowered him to use not merely the threat of force, but force itself.
ホイットニー准将は憲法起草チーム全員に対して「天皇とその権限を維持する唯一の可能性はGHQ草案の受諾以外にない」という恫喝を用いる権限、恫喝のみでなく実際に強制力を行使する権限がマッカーサー元帥から付与されていることを伝えた。
起草に着手したホイットニー局長以下25人のうち、ホイットニーを含む4人には弁護士経験があった。しかし、憲法学を専攻した者は一人もいなかったため、世界各国の憲法が参考にされた。民政局での昼夜を徹した作業により、各委員会の試案は、2月7日以降、次々と出来上がった。これらの試案をもとに、運営委員会との協議に付された上で原案が作成され、さらに修正の手が加えられた。2月10日、最終的に全92条の草案にまとめられ、マッカーサーに提出された。マッカーサーは、一部修正を指示した上でこの草案を了承し、最終的な調整作業を経た上で、2月12日に草案は完成した。マッカーサーの承認を経て、2月13日、いわゆる「マッカーサー草案」（GHQ原案）の受け入れが日本政府に厳しく迫られた。産経新聞によると、このとき、官邸周辺にGHQ爆撃機を飛ばし、広島・長崎が記憶に新しかったあの頃に「原子力」という言葉を使って脅迫した。2月4日に憲法起草チームの前で説明された恫喝は実際に2月13日のGHQ憲法草案提示時に実行された。
As you may or may not know, the Supreme Commander has been unyielding in his defense of your Emperor against increasing pressure from the outside to render him subject to war criminal investigation.
It has been asserted that those who recorded Whitney's remarks "were ashamed of the methods employed" by Whitney, in particular, his "threats against the Emperor - against the man - not just the institution - which Hussey in 1958 still wanted Kades and Rowell to conceal from the Japanese Commission on the Constitution."

#### GHQによる情報統制
1945年から1952年までの間、GHQはプレスコードに基づき、新聞から手紙まであらゆる出版物に対して厳しい事前検閲を行った。GHQに対する批判の一切を禁じ、特に「GHQが日本国憲法を起草したことへの言及と成立での役割への批判」はかたく禁じられた。この検閲指針は、実際には「日本国憲法」の成立に対するＧＨＱの関与への言及自体を禁ずるものだった。
当時、GHQの日本人検閲官として手紙の検閲を任された甲斐弦は、自著にて次のように書き残している。

#### 日本政府案の作成
2月13日に日本政府に提示された「マッカーサー草案」は、先に日本政府が2月8日に提出していた「憲法改正要綱」（松本試案）に対する回答という形で示されたものであった。提示を受けた日本側、松本国務大臣と吉田茂外務大臣、通訳の白洲次郎は、総司令部による草案の起草作業を知らず、この全く初見の「マッカーサー草案」の手交に驚いた。
この日マッカーサー草案を手交された場において「案を飲まなければ天皇を軍事裁判にかける」「我々は原子力の日光浴をしている」などの恫喝的言動がなされた。
「マッカーサー草案」を受け取った日本政府は、2月18日に、松本の「憲法改正案説明補充」を添えて再考するよう求めた。これに対してホイットニー民政局長は、松本の「説明補充」を拒絶し、「マッカーサー草案」の受け入れにつき、20日以内に回答せよと述べた。2月21日に幣原首相がマッカーサーと会見し「マッカーサー草案」の意向について確認。
2月26日の閣議で、「マッカーサー草案」に基づく日本政府案の起草を決定し、作業を開始した。松本国務大臣は、法制局の佐藤達夫・第一部長を助手に指名し、入江俊郎・次長とともに、日本政府案を執筆した。3人の極秘作業により、草案は3月2日に完成した（「3月2日案」）。3月4日午前10時、松本国務大臣は、草案に「説明書」を添えて、ホイットニー民政局長に提示した。総司令部は、日本側係官と手分けして、直ちに草案と説明書の英訳を開始した。英訳が進むにつれ、総司令部側は、「マッカーサー草案」と「3月2日案」の相違点に気づき、松本とケーディス・民政局行政課長の間で激しい口論となった。午後になり、松本は、経済閣僚懇談会への出席を理由に、総司令部を退出した。夕刻になり、英訳作業が一段落すると、総司令部は、続いて確定案を作成する方針を示した。午後8時半頃から、佐藤・法制局第一部長ら日本側とともに、徹夜の逐条折衝が開始された。成案を得た案文は、次々に首相官邸に届けられ、3月5日の閣議に付議された。5日午後4時頃、総司令部における折衝は全て終了し、確定案が整った。閣議は、確定案の採択を決定して「3月5日案」が成立、午後5時頃に幣原首相と松本国務大臣は宮中に参内して、昭和天皇に草案の内容を奏上した。翌3月6日、日本政府は「3月5日案」の字句を整理した「憲法改正草案要綱」（「3月6日案」）を発表し、マッカーサーも直ちにこれを支持、了承する声明を発表した。日本国民は、翌7日の新聞各紙で「3月6日案」の内容を知ることとなった。国民にとっては突然の発表であり、またその内容が予想外に「急進的」であったことから衝撃を受けた。
3月26日、国語学者の安藤正次博士を代表とする「国民の国語運動」が「法令の書き方についての建議」という意見書を幣原首相に提出した。これを主たる契機として、憲法の口語化に向けて動き出した。4月2日、憲法の口語化について、総司令部の了承を得て、閣議了解が行われ、翌3日から口語化作業が開始された。まず、作家の山本有三に前文の口語化を依頼し、作成された素案を参考にして、入江・法制局長官、佐藤・法制局次長、渡辺佳英・法制局事務官らの手により、5日に口語化第1次案が閣議で承認された。4月16日に幣原首相が天皇に内奏し、まず憲法を口語化した後、憲法の施行後には順次他の法令も口語化することを伝えた。

#### 統制された議会審議
1946年（昭和21年）4月10日、第22回衆議院議員総選挙が行われた。GHQが1946年1月4日に公職追放指令を出していた影響で、このときの選挙では現職議員の83％が公職追放により、立候補できなかった。内務省の調査により、新たに立候補しようとした者のうち、93名は公職追放の対象であることが分かり、立候補できなかった。さらに、総選挙後の5月から7月にかけて議会審議中にも貴族院議員172名、衆議院議員10名が公職追放された。
また、総司令部は、この選挙をもって「3月6日案」に対する国民投票の役割を果たさせようと考えた。しかし、国民の第一の関心は当面の生活の安定にあり、憲法問題に対する関心はほとんどなかった。
選挙を終えた4月17日、政府は、正式に条文化した「憲法改正草案」を公表し、枢密院に諮詢した。枢密院の本会議は、「憲法草案」を美濃部達吉の強い反対の中、賛成多数で可決した。

これを受けて政府は6月20日、大日本帝国憲法の改正手続に従い、帝国憲法改正案を帝国議会衆議院に提出した。なお、大日本帝国憲法の改正手続には次のようなものがある。
衆議院は6月25日から審議を開始し、憲法改正特別委員会小委員会を置いて、若干の修正を行った。しかし、貴族院を含む議会審議では、日本側による修正には全てGHQの承認が必要だった。さらに、議会審議中にもGHQによる修正命令が続けられ、それに逆らうことはできず、GHQの意向の範囲内でのみ修正が行われた。

例えば、政府案の前文の「ここに国民の総意が至高なものであることを宣言し」は、審議中、そのまま承認されるはずであったが、国民主権を明記せよというGHQの指示により「ここに主権が国民に存することを宣言し」と修正された。このとき、笠井委員は次のように述べた。
さらに、他の前文の修正などについて北（れい）委員と笠井委員は次のように述べている。
また、芦田委員長はGHQの承諾を得られる内容を3日や一週間で書くことの難しさについて次のように述べた。
この後、第13回までの審議を経て、小委員会の審議が終わった。小委員会の審議は秘密会として開かれ、議事録も1995年まで秘密にされた。8月24日、衆議院本会議の審議のさいに、日本共産党の志賀義雄は反対討論の中で第9条について次のように述べ、日本国憲法に反対した。
この後、日本共産党の柄沢とし子、志賀義雄、高倉輝、徳田球一、中西伊之助、野坂参三、新政会の穂積七郎、無所属クラブの細迫兼光の8名が反対する中、反対8票、賛成421票で日本国憲法は採択された。続いて貴族院の審議でも、若干の修正が行われた。しかし、衆議院と同様に、日本側による修正には全てGHQの承認が必要であり、議会審議中にもGHQによる修正命令が続けられ、それに逆らうことはできず、GHQの意向の範囲内でのみ修正が行われた。

こうした状況下で貴族院帝国憲法改正案特別委員小委員会での審議のさいに、極東委員会はGHQを通して文民条項の追加を指示し、その通りに修正することで芦田修正案が承認された。
その後、貴族院は10月6日に貴族院は10月6日にGHQの指示に基づくものなどを含めた若干の修正を加えた憲法案を可決した。衆議院は貴族院回付案を可決し、帝国議会における憲法改正手続は全て終了、枢密院でも回付案の可決が行われたことで、大日本帝国憲法の改正が成立し、『日本国憲法』として公布・施行された。
このように、日本国憲法の成立過程においては、GHQ草案、議会審議の完全統制、事前検閲などにより日本の議会や政府、国民の自由意思は一切存在しなかった。
独立国の憲法はその国の議会や政府、国民の自由意思によって作られる。したがって、外国に占領されているような時期にはつくるべきものでない。それゆえ、戦時国際法は占領軍は被占領地の現行法規を尊重すべきとしている。このことはハーグ陸戦条約などの戦時国際法に記載されており、これらの規定は占領軍がその国の憲法を変えることを禁止しているとするのが通説である。戦時国際法と同じ考えから国際慣習法は占領軍がその国の憲法を変えることを禁止している。しかし、日本政府は日本国憲法を現在も有効なものとして扱っている。
国際慣習法と戦時国際法で占領軍が憲法を変えることが禁止されているが、日本政府は戦時国際法の一つであるハーグ陸戦条約を取り上げ、これは交戦中（戦争状態）に適用され、交戦後の占領には適用されず、当時の日本と関係が無いと主張している。しかし、1952年4月28日に発効したサンフランシスコ講和条約は日本と連合国との戦争状態を終わらせるために締結されたもので、第1条で「日本国と各連合国との戦争状態は...終了する」と規定されている。
仮にハーグ陸戦条約の「交戦」が法的な戦争状態ではなく戦闘を意味するとしても、第44条には「交戦者ハ占領地ノ人民ヲ強制シテ」とあるのに対し、現地の現行法規を尊重すべきとしている第43条が「占領者ハ絶対的ノ支障ナキ限占領地ノ現行法律ヲ尊重シテ」として、「交戦者」と「占領者」を明確に分けていることからも、少なくとも現地の現行法規を尊重すべきとしている第43条は交戦中にとどまらず、交戦後にも適用される規定であることは明白である。
また、「軍ニ適用スルノミナラス左ノ条件（いわゆる交戦者の四条件）ヲ具備スル」とあることからも分かるように、ハーグ陸戦条約は「占領軍」などの軍はいわゆる交戦者の四条件に関係なく、交戦者であるとしている。特別法（ポツダム宣言とバーンズ回答）は一般法（戦時国際法と国際慣習法）に優越するため、戦時国際法や国際慣習法は無視して良いという主張もあるが、特別法が明確に要求しない事項については一般法が適用されるため、ポツダム宣言もバーンズ回答も憲法改正を明確に要求していない以上は、戦時国際法と国際慣習法が適用される。また、無条件降伏だから良いという説は明確に否定されている。
さらに、ポツダム宣言は第12項で「平和的傾向（平和主義）を有する責任ある政府の確立」に「日本国民の自由に表明する意思」に従うこと、バーンズ回答第5項は「日本の最終的な統治形態は…日本国国民の自由に表明する意思」により決定とされるとしている。また、日本国憲法の成立過程は独立国の憲法とは到底言えない。
戦時国際法や国際慣習法と同じ考えからフランスは、1958年制定の憲法第89条第5項で「領土が侵されている場合、改正手続に着手し、またはこれを追求することができない」と規定している。日本国憲法と同じく占領下にあったドイツでは新憲法ではなくボン基本法を成立させ、第146条で「ドイツ国民が自由な決定によって決議する憲法が施行される日に、その効力を失う。」と規定した。それゆえ、成立過程からして日本国憲法は無効であり、新たな憲法は大日本帝国憲法を改正して作るべきという議論が根強く存在する（日本国憲法無効論）。
憲法学者の佐々木惣一は1946年の起草の時点で手続きに瑕疵があるとして異議を唱えていた。佐々木の弟子である憲法学者の大石義雄も実際の日本国憲法の制定過程は国民を無視した「国家主権の否定」によって行われており、「現行日本国憲法が占領軍当局のおしつけを背景として制定されたものであることは、今日では一の常識である」として憲法改正の必要性を述べていた。
日本国憲法無効論では、日本国憲法が無効であっても、その下に成立する法律や判決が無効とならないよう対策されている。例えば、ほとんどの無効論は、推定有効という公法学の考え方を使って日本国憲法の下に成立する法律や判決が有効だとしている。また、推定有効以外で有力な講和条約説においては日本国憲法は大日本帝国憲法第14条に基づく講和条約として有効であり、「憲法として」のみ無効だとする。
推定有効とは、本来、無効な法令であっても、一旦、形式的に有効な法令として成立した以上は、立法機関などの国の指導者は本人の意思にかかわらず、本来無効な法令を「有効」と考える（推定する）しかなく、これは国の指導者が「日本国憲法は有効だ」という「詐欺」を受けている状態だといえるため、無効な法令自体は有効でなくとも、無効な法令に基づく行為（法律の制定や裁判所の判決）は直ちに無効とはならず、取り消すことができるという考え方であり、民法上の「無効」と詐欺による行為などに適用される「取り消し」の違いに着目した考え方である。
日本国憲法を維持し続けるデメリットとして、①日本国憲法が一度でも改正されてしまえば、日本国民は強制された日本国憲法を憲法として認めたことになり、再び外国に占領された際に憲法押し付けを拒否することができなくなる、②日本国憲法の正当性を脅かす成立過程を隠蔽するため、例えば、議会審議は自由だった、GHQ草案は押しつけではなかった、国民が『自由に』日本国憲法を支持した、大日本帝国憲法体制は封建主義で日本国憲法によって「解放」されたんだから押し付けられてもしょうがない、ポツダム宣言で無条件降伏したんだから押し付けられてもしょうがないなどの嘘を公民教育や歴史教育を通じて国民に教え込み続けなければならないなどがあげられる。
さらに、暴力革命やクーデターで新たな憲法が制定されたとしても、それが日本人によるものであれば、外国人が書いた『日本国憲法』よりは正当性があるということになり、無法な暴力に道を開くことも懸念されている。また、日本国憲法を一度でも改正すれば、①のデメリットに加えて、占領者による強制憲法さえも有効となってしまう以上、それがたとえクーデター政権によるものであっても、どんなものでも有効となってしまうという問題も起こる。
逆に日本国憲法の無効確認まではいかなくとも、国家の第1の役割が防衛、第2の役割が社会秩序の維持、第3の役割が国民の福祉の増進（社会資本の整備）、第4の役割が国民一人ひとりの自由や権利の保障であるという常識が国民に浸透していれば、芦田修正と「自然法・自然権は憲法によっても侵されない」という原則から、自然権である交戦権や自衛戦力を保持する権利の回復は日本国憲法第9条の下でも可能である。
小山常実によると、日本国憲法第9条解釈を自然法に基づいて正しく捉え直す方が、自衛隊明記の改憲に比べてリスクなく、かつ効果的に、しかも迅速に行うことができるという。
なお、成立過程に問題があったとしても70年以上経過しているから有効であるとする時効説（追認説）に対しては、憲法学者や公民教育は、「日本国憲法」を正当化するために、国民が支持したとか、議員が自由に審議し修正をしたとか、嘘をつきつづけており、正確な情報が国民一般に明らかにされていないわけだから、時効・追認・定着のための期間は進行しようがないとの厳しい批判がある。
また、大日本帝国憲法の復活により一定の問題が生じることを懸念する向きもあるが、小山常実は「憲法無効論は何か」において日本国憲法の無効を確認した後、「新憲法が作られるまでの臨時措置法を制定すること」で対応可能としている。そして、無効論へのよくある誤解として「戦後五十九年間「日本国憲法」に基づき日本国が行ったことは全て無効であったことにされてしまう」があるが、実際には日本国憲法は推定有効の状態にあり、そんなことは無いという。

#### 芦田修正について
なお、憲法改正草案の衆議院における審議の過程では、芦田修正と呼ばれる修正が行われた。芦田修正とは、憲法議会となった第90回帝国議会の衆議院に設置された、衆議院帝国憲法改正小委員会による修正である。特に憲法9条に関する修正は委員長である芦田均の名を冠して芦田修正と呼ばれ、9条を巡る議論では一つの論点となっている。
まず、第90回帝国議会に提出された憲法改正草案第9条の内容は、次のようなものであった。
衆議院における審議の過程で、この原案の表現は、いかにも日本がやむを得ず戦争を放棄するような印象を与え、自主性に乏しいとの批判があったため、このような印象を払拭し、格調高い文章とする意見が支配的であった。そこで、各派から、様々な文案が示され、これらを踏まえて、芦田委員長が次のような試案（芦田試案）を提示した。
芦田試案について、委員会で懇談が進められ、1項の文末の修正や1項と2項の入れ替えなどについて、原案を元にすることなどがまとまった。芦田委員長は、これらの議論をまとめて案文を調整し、最終的に次のように修正することを決定した。
この修正について、極東委員会において中華民国代表が、日本が「前項の目的」以外、たとえば「自衛という口実」で、実質的に軍隊を持つ可能性があると指摘したため、文民条項の規定の追加を指示し、貴族院における修正により、憲法第66条第2項として文民条項が追加された上で成立に至った。芦田修正では、「前項の目的を達するため」という一文が、後に9条解釈をめぐる重要な争点の一つとなり、芦田の意図などについても論議の的となった。

#### 占領下における日本国憲法の効力
日本国憲法が1947年（昭和22年）5月3日に施行されたものの、日本が独立を回復する1952年（昭和27年）4月28日（日本国との平和条約発効）まで、連合国軍の占領下であったことから完全な効力を有していなかった。
最高裁判所は1953年（昭和28年）4月8日の大法廷判決（刑集7巻4号775ページ）において、「日本国の統治の権限は、一般には憲法によって行われているが、連合国最高司令官が降伏条項を実施するためには適当と認める措置をとる関係においては、その権力によって制限を受ける法律状態におかれている」として、「連合国司令官は、日本国憲法にかかわることなく法律上全く自由に自ら適当な措置をとり、日本官庁の職員に対し指令を発してこれを遵守実施することができるようにあった」と判断している。そして、いわゆるポツダム命令の根拠となった「ポツダム」宣言ノ受諾ニ伴ヒ発スル命令ニ関スル件（昭和20年勅令第542号）について、憲法の外で効力を有したものと判断している。
その意味で、日本国憲法が完全に効力を有するようになったのは、1952年（昭和27年）4月28日のサンフランシスコ講和条約の発効により、GHQによる日本の占領統治が終了した時ということができる。
さらに、主権回復時に米軍の占領下にあった地域（すなわち奄美群島、小笠原諸島、沖縄県）について、憲法の効力が完全に及ぶまではさらに時間を要し、その返還の時、すなわち奄美群島は1953年（昭和28年）12月25日、小笠原諸島は1968年（昭和43年）6月26日、沖縄県は1972年（昭和47年）5月15日となった。そして、日本政府が実効支配していない北方領土（ソビエト連邦→ロシア実効支配）及び竹島（大韓民国実効支配）については、憲法の効力はいまだ完全に及んではいない。

## 日本国憲法の起草者
（民間を除く）日本国憲法の起草者は、次のとおりである。

### GHQ側
- C.L.ケーディス陸軍大佐
- A.R.ハッシー海軍中佐
- M.E.ラウエル陸軍中佐
- R.エラマン
- F.E.ヘイズ陸軍中佐（立法権の規定担当）
- G.J.スウォープ海軍中佐（立法権の規定担当）
- O.ホージ海軍中尉（立法権の規定担当）
- G.ノーマン（立法権の規定担当）
- C.H.ピーク（行政権の規定担当）
- J.I.ミラー（行政権の規定担当）
- M.J.エスマン陸軍中尉（行政権の規定担当）
- P.K.ロウスト陸軍中佐（人権の規定担当）
- H.E.ワイルズ（人権の規定担当）
- ベアテ・シロタ・ゴードン（人権の規定担当）
- M.E.ラウエル陸軍中佐（司法権の規定担当）
- A.R.ハッシー海軍中佐（司法権の規定担当）
- M.ストーン（司法権の規定担当）
- C.G.ティルトン陸軍少佐（地方行政の規定担当）
- R.L.マルコム海軍少佐（地方行政の規定担当）
- P.O.キーニ（地方行政の規定担当）
- F.リゾー陸軍大尉（財政の規定担当）
- J.A.ネルソン陸軍中尉（天皇・授権・条約の規定担当）
- R.A.プール海軍少尉（天皇・授権・条約の規定担当）
- A.R.ハッシー海軍中佐（前文の規定担当）
- S.ヘイズ（秘書）
- E.ファーガスン（秘書）
- J.ゴードン中尉 （通訳）
- I.ハースコウィッツ中尉（通訳）

### 日本政府側
- 近衛文麿（近衛案[144]）
- 佐々木惣一（帝国憲法改正ノ必要[145]）
- 宮沢俊義（甲案・乙案[146]）
- 松本丞治（松本試案[147]）
- 佐藤達夫
- 幣原喜重郎
- 芦田均（芦田修正）

## 憲法典に述べられていない問題
日本の憲法の主たる法源は、日本国憲法（形式的意味の憲法）である。ここでは、日本国憲法には述べられていない憲法上の問題について述べる。

### 領土
ゲオルク・イェリネックのいう国家の三要素のうち、国民（Staatsvolk）・国家権力（Staatsgewalt）に関して日本国憲法は論じているが、国家領土（Staatsgebiet）に関しては、日本国憲法は沈黙している（これは比較憲法的には異例に属する）。日本国の領土を決定する法規範は、主として条約にある。
なお、大日本帝国憲法も、国家領土については沈黙していた。このため、帝国憲法施行後に獲得された領土については、憲法の場所的適用範囲が問題となった。これについては、肯定説・否定説・折衷説が対立した。

### 国家の自己表現
いわゆる国家の自己表現（Selbstdarstellung des Staates）について、日本国憲法は規定していないが、比較憲法的に珍しいケースである。主な法源として、次のようなものがある。
- 日本の国号、政体に関する規定（例 日本国は自由と民主主義に基く民主制国家である、など）。
- 国旗国歌法：日本国の国旗は日章旗、国歌は君が代であることを規定している。
- 元号法：元号は政令で定めるべきこと、元号は皇位の継承があった場合に限り改めること（一世一元の制）を規定している。
- 国民の祝日に関する法律
- 首都（都）に関しては、1950年（昭和25年）の首都建設法がある（ただし、1956年に廃止）。ここにおいて首都を東京都と定めていた（詳細は日本の首都を参照）。

### 民族
大日本帝国憲法が天皇を除く日本民族の権利を国内外問わずに保障する「民族の権利」の立場なのに対し、この憲法は日本国籍を有する者の権利を日本国内だけで保障する立場をとっている。
一方で、大韓民国憲法は前文で民族主義を掲げており、「正義・人道と同胞愛で民族の団結を強固にし」といった表現が含まれているように、民族的結束や同胞愛が憲法理念として強調されている。この差異は、個人の権利を中心に据える日本国憲法の性質を示している。

## 憲法の解釈
日本国憲法の解釈は、それぞれの機関が権限の範囲内で行なっている。
法律制定にあたっての憲法解釈は、国会が行うとされている。
内閣は、法律を執行するに当たって必要とされる限りにおいて憲法を解釈するとされる。
ただし、憲法81条によって、裁判所の違憲審査権を明記しており、そのため、国会・内閣・司法による憲法の解釈の中でも、最高裁判所の行う解釈が最も強い効力を持つとされる。
憲法解釈一般については
①憲法や憲法付属法等の文言の明示的な意味
②法令制定者の意図
③問題となる憲法やその他の法令の各規定が有する目的・価値
④先例（裁判例）
⑤政策的配慮や社会的道徳
といった点に留意すべきことが指摘されている。

### 憲法判例の変更
憲法判例の変更があったときは、実質的意味の憲法が変化することになる。
憲法判例変更については憲法改正が容易でないことから緩やかに認める考え方が有力であるが、その影響の大きさから安易に行うべきでないとする批判もある。

「最高裁判所が最終審としてさきに示した憲法解釈と異なる見解をとり、右の先例を変更して新しい解釈を示すにあたっては、その必要性および相当性について特段の吟味、検討と配慮が施さなければならない。けだし、憲法解釈の変更は、実質的には憲法自体の改正に匹敵するものであるばかりでなく、最高裁判所の示す憲法解釈は、その性質上、その理由づけ自体がもつ説得力を通じて他の国家機関や国民一般の支持と承認を獲得することにより、はじめて権威ある判断としての拘束力と実効性をもつもちうるものであり、このような権威を保持し、憲法秩序の安定をはかるためには、憲法判例の変更は軽々にこれを行うべきものではなく、その時機および方法について慎重を期し、その内容において真に説得力ある理由と根拠とを示す用意を必要とするからである」全農林警職法事件判例
五裁判官の意見

## GHQ民政局草案との比較
GHQ民政局にて起草された憲法草案は、1946年2月10日の夜にマッカーサーに提出され、GHQ民政局内での対立を理由に、基本的人権を制限あるいは廃棄する内容での憲法改正を禁止する規定を削除することを指示し、その指示の上で、この草案を基本的に承認した。その承認の後、最終的な調整ののち、GHQ民政局草案は2月12日に完成した。改めてマッカーサーの承認を得て、2月13日に日本政府に提示され、2月22日の閣議において、日本政府はそのGHQ民政局草案の受け入れを決定した。
そして、連合国最高司令官総司令部（GHQ）の民政局の主導により起草された日本国憲法の草案と実際に施行された憲法との条文の比較は（解釈にもよるが）、以下の通りである。
- 民政局草案では前文や条文に「日本国人民」「人民」と称しているが、現行憲法では「国民」と称され、人民という言葉は使われていない。
- 第二十三条に「家族ハ人類社会ノ基底ニシテ」とあるが、現行憲法に人類社会の基底を示す条文は存在しない。
- 第二十四条に「有ラユル生活範囲ニ於テ法律ハ社会的福祉、自由、正義及民主主義ノ向上発展ノ為ニ立案セラルヘシ」とあるが、このような条文は現行憲法に存在しない。
- 「第二十八条　土地及一切ノ天然資源ノ究極的所有権ハ人民ノ集団的代表者トシテノ国家ニ帰属ス 国家ハ土地又ハ其ノ他ノ天然資源ヲ其ノ保存、開発、利用又ハ管理ヲ確保又ハ改善スル為ニ公正ナル補償ヲ払ヒテ収用スルコトヲ得」と定められている民政局草案だが、現行憲法に土地の国有に関する条文は存在しない。
- 第三十五条に「過大ナル保釈金ヲ要求スヘカラス」とある民政局草案だが、現行憲法に保釈金に関する条文は存在しない。

## 大日本帝国憲法との比較

### 天皇
大日本帝国憲法では、天皇は「国ノ元首ニシテ統治権ヲ総攬」する存在（第4条）であって、神聖不可侵な存在とされた（第3条）。しかしこれらの権限は国務大臣による輔弼（advice、助言）に基づき、国務大臣による副署がなければ法的効力を有しない（第55条）。
日本国憲法（現行憲法）では、天皇は「日本国の象徴であり日本国民統合の象徴」（象徴天皇制、第1条）であり「主権の存する日本国民の総意に基く」地位とされた（国民主権、同条）。また、天皇は憲法に定める国事行為のみを行い、国政に関する権能を有しないものとされた（第4条第1項）。これらの権限は内閣の助言（advice）に基づき行使され、内閣の承認を必要とする（第3条）。なお、現行憲法には日本の元首に関する規定はない。
天皇の持つ権限について新旧憲法で共通している点は、天皇が独断で命令を出したりすることは出来ず内閣の構成員である大臣の助言に基づく点、大臣の了承がなければならない点である。
一方異なる点は、助言と了承を伴う天皇の行為が国政に関わる行為かどうかである。どの大臣がどのようなことを天皇に助言するのかという要素は新旧憲法両方において書かれていないが、新憲法では国政に関わる行為に天皇が関わらない為に問題にならないこの曖昧さが、旧憲法では極めて重大な大臣同士の権限の衝突を引き起こす上に、誰が国政に責任を追うのかしばしば曖昧になることがあった。これらの権限の衝突を調停する仕組みは憲法の外に置かれた機関（憲法外機関、内大臣・枢密院など）に委ねられ、憲法外の調停機関を少数の人間が牛耳ることにより思うままに独裁的な国政を行うことさえ出来た。

### 立法府
帝国憲法においては、天皇の立法権協賛機関として、衆議院と貴族院からなる帝国議会が置かれていた。現行憲法では「国権の最高機関であって、国の唯一の立法機関」たる国会が設置されている。

### 行政府
旧憲法には内閣および内閣総理大臣の規定は置かれず、これらは勅令である内閣官制に基づいて設置された。憲法では国務各大臣が天皇を輔弼（）し、天皇に対してのみ責任を負うものとされた（第55条第1項）。内閣総理大臣および国務大臣は天皇が任免するものとされたが（第10条）、実際には元老や重臣、内大臣など、憲法外の機関が人選した。
現憲法では、内閣（第65条等）および内閣総理大臣（第6条第1項等）の規定が置かれた。天皇は国会の指名に基づいて国会議員の中から内閣総理大臣を任命し（第6条第1項）、内閣総理大臣が国務大臣を任免して内閣を組織し（第68条、第66条第1項）、内閣は行政権の行使について国会に対し連帯して責任を負う（第66条第3項）。内閣と国会（衆議院および参議院）との関係については様々に説明されるが、議院内閣制を採用しているものと理解されている（第66条3項、第67条1項、第68条1項、第69条、第70条、第63条）。また内閣が外交を処理する権限等を持つことから、学説の多くは内閣あるいは内閣総理大臣を元首とする。

#### 国務大臣の任命資格
旧憲法では、国務大臣に任命される資格（任命資格）については規定されていない（第55条第1項、第10条参照）。なお、時期により変遷があるものの、勅令により、軍部大臣（陸軍大臣、海軍大臣）の任命資格は現役または予備役の武官（軍人）に限られた（軍部大臣現役武官制を参照）。
現憲法では、国務大臣を「文民」に限った（第66条第2項）。「文民」の解釈については諸説あるが「旧職業軍人の経歴を有する者であって、軍国主義思想に深く染まっていると考えられるものは、文民ではない」と解されている。この趣旨は、軍部大臣現役武官制が軍による政治への介入を招き、軍の統制を困難にした反省から、文民統制を明文化することにある。なお、現職自衛官は文民に含まれないものの、元自衛官は文民に含まれると解されている。また、国務大臣の過半数は、国会議員の中から選ばなければならないとされた（第68条第1項但し書き）。

### 司法府
旧憲法では、裁判所は天皇の名により裁判を行うものとされ、裁判所構成法などにより最高の司法機関として位置付けられた大審院が存在した。
現憲法においては司法権の独立および裁判官の身分保障が明記され、憲法により設置される機関としてあらたに最高裁判所がもうけられた。

## 文化

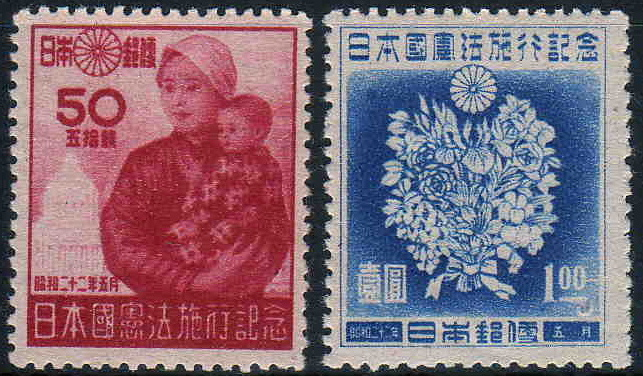
日本国憲法施行記念切手

### 切手
記念切手として1947年5月3日、日本国憲法施行記念として50銭、1円、2種の切手と憲法の前文が印刷された額面の2倍の売価3円の無目打小型シートが発行された。図案は懸賞募集されたもので、1946年10月に募集が受け付けられ1万2,000点の応募作から一等1点、二等3点などが選ばれた。しかし一等作品が国会議事堂を描いていたことから、当時の通常葉書の印面に酷似しているとして不採用になり、二等作品のうち2点が採用された。なお、応募の意匠は「憲法施行にふさわしいもの」とされ、「軍国主義、国家主義的、神道を象徴するもの、風景は不可」とされていた。なお、募集時には記念切手の題名は「改正憲法施行記念」であったが、発行時には「日本国憲法施行記念」に変更された。小型シートであるが2月になって追加されたもので、当初はB7サイズで予定であったが、憲法普及会から余白に憲法条文を入れるように要望が寄せられ、B6サイズという大型サイズになった。
1946年12月27日に官製記念絵葉書が額面15銭で3種発行されている。取り上げられた題材は当時の著名な日本人画家の作品で、川端龍子の「不二」、石井柏亭の「平和」、藤田嗣治の「迎日」が裏面にオフセット印刷されていた。もともと外貨獲得の手段として著名画家を起用して日本国内の観光地を描く「日本絵葉書」の企画を急遽日本国憲法公布記念として題材をふさわしいものに入れ替えて発行した。当初第二弾の発行も計画されていたが、3枚セットで売価3円と高価であったため、売れ行きが悪く結局第一弾のみで、官製絵葉書は暑中見舞いや年賀葉書を除けば数十年間発行されなかった。

### 音楽
橋本國彦の交響曲第2番は、日本国憲法に捧げられた。憲法普及会の委嘱を受けて書かれ、1947年に帝国劇場における「新憲法施行記念祝賀会」にて初演された。
なお作曲当時の橋本は、戦時中に書いた戦意高揚音楽への責任をとり、学科創設の際から務めた東京音楽学校（現：東京芸術大学音楽学部）作曲科教授の職を辞した境遇にあった。
この交響曲を作曲後、橋本はかねてからの心労がたたり体調を崩し、1949年に胃がんで44歳で逝去した。

### 美術
『日本国憲法』（又名：『日本国憲法 美術』、松本弦人編、TAC出版、2019年11月）。日本の戦後アート作品と、憲法条文を組み合わせて見せる形式。国際デザイン賞「東京TDC賞2021」でグランプリを獲得した。